# Pragmática (legislação)
Denomina-se Pragmática, em História de Portugal, a um tipo de legislação que versa sobre costumes, uma vez que nas sociedades de Antigo Regime, a condição social do indivíduo era claramente indicada pelo seu modo de vestir e entre outros.

## A Pragmática de 1340
A mais antiga legislação desse tipo foi promulgada em 1340, sob o reinado de Afonso IV de Portugal (1325-1357), no contexto das Cortes de Santarém (1340). Versava sobre "vestidos e comeres" e outra legislação anexa, em matéria de contratos "onzeneiros", citações, erros dos porteiros régios, tavolagem e "haver de escusa", definindo o que era ou não permitido nesse particular a cada classe social.

## A Pragmática de 1486
Em 1486, sob o reinado de João II de Portugal (1455-1495) foi promulgada nova lei visando coibir os costumes em termos de luxo. Ficava proibido o uso de sedas, brocados, chaparias, borlados e canutilhos a todas as classes sociais. Permitia-se o uso de sedas apenas nos sainhos e cintas, e os bordados nos vestidos.
À época dos festejos das bodas do príncipe herdeiro D. Afonso com a princesa D. Isabel, a interdição foi excepcionalmente levantada, tendo o próprio soberano feito vir da península Itálica uma embarcação carregada desses tecidos para a Corte.

## A Pragmática de 1535
Em 1535, sob o reinado de João III de Portugal (1521-1557) foi promulgada nova lei sobre o tema. Ficava proibido o uso indiscriminado de brocados e telas de ouro e prata, visando colocar fim aos broslados, pespontados, esmaltados e chaparia de metal. As sedas podiam ser usadas apenas por partes, em debruns ou guarnições, e não na confecção da indumentária. Vedava-se aos homens o uso de vestidos que arrastassem pelo chão, passando a ser usados pelo artelho, assim como o uso de luvas perfumadas.
As penas previstas por desobediência à lei iam da prisão ao degredo por dois anos e multas de dez a vinte cruzados para os peões, e de dez mil reais a cinquenta cruzados para os não-peões. Os montantes apurados eram equitativamente divididos entre a Câmara do Rei e o denunciante, como incentivo à acusação.

## As Pragmáticas de D. Sebastião
Sob reinado de Sebastião de Portugal (1557-1578), a Regente D. Catarina de Áustria (15657-1568) também se preocupou com os costumes, tendo expedido duas legislações:
- Em 25 de junho de 1560, versando sobre os vestidos de seda, seus feitios e quem os podia usar. Nos trajes mais sumtuosos, proibia-se todas as aplicações de broslados, forros, debruns, fitas, pespontos e toda uma variada gama de guarnições. Exceptuavam-se os senhores de considerada condição social que podiam usar algumas barras e debruns de seda ou tafetá. As mulheres e filhas dos fidalgos, dos desembargadores e dos cavaleiros, só podiam vestir uma peça de tafetá, veludo ou seda. As classes mais baixas ficavam rigorosamente proibidas de usar sedas. Decretava-se ainda que os alfaiates ou oficiais da especialidade ficavam proibidos de confeccionar algumas das peças visadas.[1]
- Em 1565-1566, versando sobre as calças imperiais, proibindo o seu uso aos portugueses. Consentia-se o uso de calças de seda a pessoas com cavalo, desde que tivessem barras, debruns e outras guarnições, ou até enchumaços de algodão. Proibia-se também o uso de meias-calças de retrós. As penas pela transgressão eram sensivelmente as mesmas já previstas por D. João III em 1535.

## A Pragmática de 1643
No contexto da Restauração da Independência, João IV de Portugal (1640-1656) promulgou a lei de 9 de Julho de 1643, que aconselha a moderação nos luxos, nomeadamente no uso de rendas nas vestimentas.

## As Leis Pragmáticas de D. Pedro II
Sob a regência de Pedro II de Portugal (1667-1683), diante de um panorama de desobediência generalizada à Pragmática de seu pai, foi expedida uma nova legislação, a 8 de junho de 1668, recolocando as mesmas questões e restrições da Pragmática de 1643.
Posteriormente, em 17 de outubro de 1672, uma nova pragmática anti-sumptuária foi promulgada. Por ela, visando proteger a indústria portuguesa, ficava limitada a importação de tecidos luxuosos, bordados, rendas e outros artigos supérfluos, a que só a aristocracia e a alta-burguesia passavam a ter acesso.
A prática prosseguiu no seu reinado, tendo o ministro da Fazenda, conde da Ericeira, determinado pela Pragmática de 1677, o uso de produtos importados:
"Dom Pedro, por Graça de Deus Príncipe de Portugal e dos Algarves (...).
Primeiramente ordeno e mando que nenhuma pessoa de qualquer condição, grau, qualidade, título, dignidade, por maior que seja, assim homens como mulheres, (...) possa usar, nos adornos das suas pessoas, filhos e criados, casa, serviço e uso, que de novo fizer, de seda, rendas, fitas, bordados as guarnições que tenham ouro ou prata fina ou falsa (...).
Nenhuma pessoa se poderá vestir de pano que não seja fabricado neste reino; como também não poderá usar de voltas, de rendas, cintos, talins, e chapéus que não sejam feitos nele.
Lisboa, a 25 de janeiro de 1677."
Se por um lado esta legislação de fomento ao uso de produtos de fabricação nacional permitiu um desenvolvimento da indústria manufatureira em Portugal, sobretudo a nível dos tecidos de lã, nomeadamente na região da Covilhã, onde abundava água (fundamental para o tingimento dos tecidos) e gado ovino, por outro suscitou vivos protestos dos comerciantes ingleses (principais fornecedores do mercado representado por Portugal e suas colónias ultramarinas), conduzindo a sucessivas iniciativas diplomáticas, entre as quais de destacou o Tratado de Methuen (1703).
Uma nova Pragmática foi expedida em 14 de Novembro de 1698.

## A Pragmática de 1749
Ao final do governo de João V de Portugal (1706-1750), diante da recessão que se esboçava no país, causada pelo declínio da produção de ouro Brasileiro (e queda na cotação do quilate dos diamantes) foi decretada a Pragmática de 24 de Maio de 1749. Por ela, o soberano proibiu a desmesurada ostentação e luxo nas Cortes, prevendo sanções muito pesadas (pecuniárias, prisão, e em casos extremos, o degredo) aos que a desobedecessem. Ao proibir nomeadamente o uso das rendas de qualquer qualidade (de uso caseiro e pessoal), desferiu um duro golpe na actividade das artesãs portuguesas de rendas em Vila do Conde, Peniche, Cascais e Setúbal, por exemplo.
Ao impor a moderação dos adornos e coibir o luxo e os excessos nos trajes, carruagens, móveis e lutos, e interditando o uso de espada a pessoas de baixa condição e outros, mantinha a exclusividade do luxo à Família Real e acentuava de maneira visível a distância entre a Casa Real, a aristocracia e as demais elites no reino, com o objectivo de distinção e diferenciação social. Como exemplo, era proibido o uso da cor vermelha nos librés dos serviçais, por ser essa a cor dos librés da Casa Real. Complementarmente, como medidas de segurança e controle social eram proibidos o uso de carapuças ou capotes que não permitissem ver o rosto.
Ao longo de 31 capítulos determinava-se o que se deveria praticar em relação aos vários itens, não apenas em matéria de roupas ou jóias, como aos objectos de decoração doméstica, cristais e vidros, mesmo que imitações de pedras preciosas. No tocante ao mobiliário, eram vedados os dourados ou prateados, apenas admitidos em molduras ou espelhos. Todos os itens traziam expressa a ressalva de que as restrições não se estendiam às igrejas ou ao culto divino.
A lei também se aplicava às colónias, especificando inclusivamente o que os negros e mulatos deviam usar, impedindo-os de trajar do mesmo modo que os brancos.
Era exigida a máxima sobriedade nos veículos, carruagens e liteiras, em cuja decoração eram vedadas figuras ou máscaras, apenas sendo permitidas as armas.
Ao serem proibidas as importações de artigos de luxo de um modo geral, condicionava-se à produção dos mesmos em território nacional ou, em caso específicos, à importação de artigos vindos da Índia.
Diante da contestação que se levantou, conforme a representação enviada pela Mesa do Bem Comum do Comércio, ao soberano, onde se argumentava sobre os prejuízos que a lei iria trazer ao País, foi expedido um Alvará Régio, em 19 de Setembro de 1749 mantendo a proibição das rendas para uso pessoal, mas autorizando-as em peças de uso caseiro.

## As Pragmáticas de D. José I
Com a subida ao poder de José I de Portugal (1750-1777) este revogou a Pragmática de seu antecessor, por Alvará Régio expedido em 21 de Abril de 1751. Entretanto, no mesmo ano promulgou nova Pragmática que proibiu a importação de tecidos, carruagens ou móveis do estrangeiro, salvo se transportados em navios portugueses.
Posteriormente, o marquês de Pombal promulgou nova Pragmática, a 17 de Agosto de 1762, que combinada com a lei de 4 de Fevereiro de 1765, vigorou em anexo às Ordenações do Reino por mais de um século, legislando sobre o luto.